# François-Benjamin Chaussemiche
François-Benjamin Chaussemiche, né le 4 juin 1864 à Tours et mort le 12 décembre 1945 à Paris (6e arrondissement), est un architecte français.

## Biographie
Élève, puis collaborateur de Victor Laloux à l'École nationale supérieure des beaux-arts et de Émile André, il fut architecte en chef du château de Versailles et reçut le Grand Prix de Rome d'architecture en 1893 ainsi qu'une médaille de 2e classe en 1899 au Salon des artistes français et une médaille d'honneur en 1913, année où il passe en hors-concours. 
Il est nommé chevalier de la Légion d'honneur en 1911.
En 1950 son épouse légua au musée des Beaux-Arts de Tours un tableau représentant Une Fuite en Égypte qui, en 1956 fut reconnu comme étant de Rembrandt. Cette attribution ne fait plus l'unanimité aujourd'hui.

## Distinctions
- Officier d'académie (1901)
- Officier de l'Instruction publique (1910)
- Chevalier de la Légion d'honneur (1911)

## Œuvres
- 1903, restauration du Temple de Jupiter Anxur (Terracine, Italie)
- 1908, grand établissement thermal de Châtelguyon
- Musée d'Alésia (Alise-Sainte-Reine)
- 1913, restauration du palais et des jardins de Versailles, ainsi que du grand et du petit Trianon
- 1920, reconstruction totale du château de Monceaux à Méhoudin
- Galerie de Botanique du Muséum national d'histoire naturelle, à Paris.
- 1934, Nouvelle singerie de la Ménagerie du Jardin des plantes de Paris, où sont actuellement logés les orangs-outans de Bornéo.

- 97 dessins, offerts en 2000 au musée des Beaux-Arts de Tours par Monsieur Brauwald.

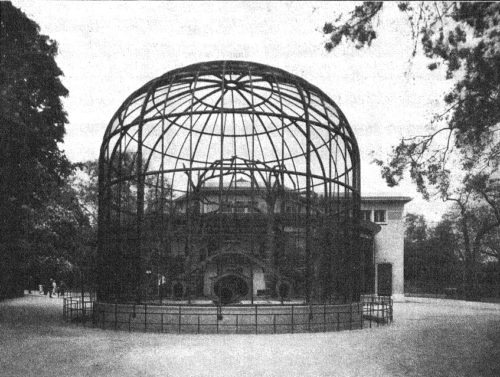
Une des volières de la Nouvelle singerie de la Ménagerie du Jardin des plantes de Paris.
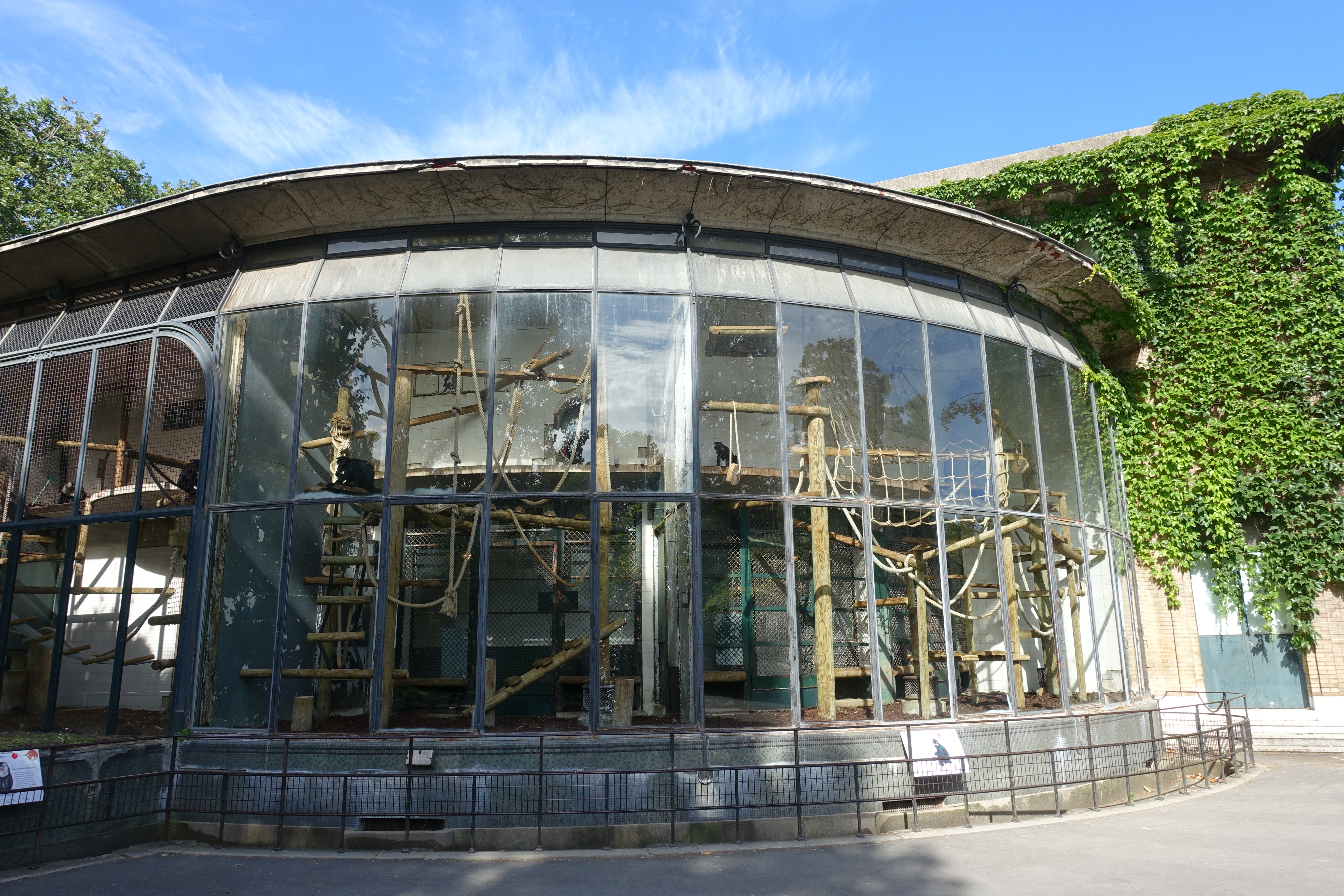
Loges extérieures de la Nouvelle singerie de la Ménagerie du Jardin des plantes de Paris.